# Брей, Джон
Джон Брей (англ. John Bray; 19 августа 1875, Мидлпорт — 8 июля 1945, Сан-Франциско) — американский легкоатлет, бронзовый призёр летних Олимпийских игр 1900.
На Играх Брей соревновался в беге на 800 и 1500 м. В первой дисциплине, он занял второе место в полуфинале, и последнее в финале. В беге на 1500 м, который был проведён 15 июля, он занял третье место, выиграв бронзовую медаль.